# Прва српска телевизија
Прва српска телевизија је српска телевизијска станица чији је власник Kopernikus Corporation. Њено седиште се налази на адреси Икарбус 3 Нова бр. 19 у Земуну.
Основана је 31. децембра 2006. под називом Fox. Данашњи назив је усвојила 20. септембра 2010. када је власништво преузео Antenna Group, након чега се шири на тржиште Црне Горе где је покренута телевизија Прва ЦГ. Крајем 2018. прелази у власништво Kopernikus Corporation.

## Историја

### 2006—2010: Покретање и продаја
На конкурсу, који је организовала Републичка радиодифузна агенција, предузеће News Corporation је добило дозволу за покретање свог телевизијског канала. RTL Group и Central European Media Enterprises Роналда Лаудера нису успели да добију националну фреквенцију у Србији. За генералног директора именован је Ден Бејтс.
Неколико месеци касније, 6. септембра 2006. године, канал Фокс је почео свој експериментални програм током ког је био приказиван њихов лого. Три дана касније, у 20 сати је приказан и први програм, документарац који је трајао око 45 минута, после ког је поново приказиван лого. Овакав програм се наставио и наредних десетак дана када су емитоване неке латиноамеричке сапунице, филмови, видео-спотови, утакмице УЛЕБ Купа, као и хрватски ток-шоу Сања.
Дуго најављивана као „српска” и „другачија”, Фокс телевизија свој програм званично почиње 31. децембра 2006. године у 19 часова, централном информативном емисијом Фокс данас коју су водили Зоран Баранац и Јована Јакић. Исте вечери емитоване су и емисије ЕПП, Нај од нај, концерт Мадоне и филм.
Емисија Убеди победи је приказивана пред изборе 21. јануара 2007. а водитељ је била Звездана Јовановић Поповић.
За разлику од осталих телевизија вечерње вести, назване Фокс фокус, емитовале су се од 22 сата.
Током почетног периода приказиване су углавном старије америчке серије: Холивуд сафари, Полицијска академија, Алф, Одважни и лепи. Једине серије новије продукције су Злочини из прошлости, Три Хил и Трка око света.
Данас је први званични програм емитован на каналу Фокс, 31. децембра 2006. године. Ове вести емитоване су у 19 часова из импровизованог студија, а обележило их је неуспело укључење из студија канала Fox News у Багдаду и видео-снимак у коме председник News Corporation, Руперт Мердок, из студија грађанима Србије жели срећну Нову годину. Водитељи су били Зоран Баранац и Јована Јакић. Успостављен је и Фокс инфо-систем са локалним станицама широм Србије, што омогућава бржи и лакши приступ локалним вестима.
После објављивања вести о хапшењу Радована Караџића, 21. јула 2008, око 23 сата и 15 минута почињу ванредне Вести, прве међу српским телевизијама. Водио их је Зоран Баранац, и трајале су до 3 сата и 30 минута после поноћи. На прес-конференцији одржаној неколико дана после хапшења, Цесид је телевизију Фокс прогласио најбржом, најефикаснијом и најобјективнијом. Од тада Вести побољшавају свој статус и постају гледаније, а Фокс телевизија промовише свој информативни програм као такав. Велика промена догађа се 22. септембра 2008. када се Вести премештају у 18 часова, и продужавају се на један сат. Са приказивањем почиње и Фокс 900 секунди – јутарње вести у 7 сати.
Од почетка постојања, Фокс телевизија била је последња телевизија са националном фреквенцијом по гледаности. Како је пролазило време, њен пласман био је све бољи. Тако је постала телевизија са најбржим растом, и сада заузима четврто, у неким периодима треће место, иза РТС 1, Пинк ТВ, ТВ Б92, а испред РТС 2, ТВ Авала и Хепи ТВ.
Свој рекорд у гледаности Фокс телевизија достигла је 14. фебруара 2009. када је емитовано финале ријалити-шоуа Сурвајвор, а у програм се укључило 27% гледалаца.
У првој половини 2009. године, канал Фокс је и званично претекао ТВ Б92 и постао трећа национална телевизија по гледаности, са уделом од 7,9%. У другој половини пада на 4. место, како на ТВ Б92 почиње нова сезона ријалити-шоуа Велики брат.
Већински власник канала Фокс (49%, јер српски закон не дозвољава да страна компанија има већи удео), Руперт Мердок и његова News Corporation планирали су продају свог удела у каналу Фокс крајем 2008. Поред српске, требало је да буду продате и остале телевизије у источној Европи. News Corporation и Antenna Group саопштили су крајем 2009. године да су постигли споразум о преносу оснивачких права у каналу Фокс, јер по српском закону није могућа продаја телевизије, како би се корпорација сконцентрисала на приоритетнија тржишта. У фебруару 2010. објављено је и да ће News Corporation продати 100% власништва у bTV за око 400 милиона долара. Процењује се да је у то време дуг Фокс телевизије био око 5 милиона евра.
У априлу 2010. објављено је да се Ден Бејтс враћа у САД због личних разлога и да ће га на месту генералног директора Фокса заменити Дејан Јоцић.

### 2010—2018: Промена имена и успех
Како је крајем 2009. године Antenna Group постала власник канала Фокс, није било познато које име ће се убудуће звати ова телевизија. Током априла и маја било је спекулација да ће телевизија променити име, и то највероватније у Прва српска телевизија. Почетком августа медији су пренели план Фокса да од јесени носи име Прва српска телевизија, или скраћено Прва ТВ. Почетком септембра је обављено да ће телевизија носити ново име од 20. септембра 2010. Како према српском закону није дозвољено да телевизија мења своје име, од РРА је добијена само дозвола за коришћење акронима ПСТ или имена Прва ТВ за он и офскрин промоцију. Директор маркетинга Александар Радош је најавио да тада почиње нова сезона на Првој ТВ. Познато је да ће се у ТВ сезони 2010/2011. приказивати: Сурвајвор, Дођи на вечеру, Домаћине ожени се, Желите ли да постанете милионер?, Вече са Иваном Ивановићем, Фајронт република, Експлозив, Ексклузив, Паклена кухиња, Галилео, Ја волим Србију, X Factor Adria и Српски Топ модел.
Фокс је променио име у Прва српска телевизија 20. септембра у 18 часова. Емитовање је почело у формату слике 16:9 „химном“ Прве српске телевизије коју пева Марија Шерифовић. Након химне су почеле Вести у истом, редизајнираном студију у којем су се емитовале Вести на каналу Фокс. После Вести уследила је емисија Експлозив, а одмах потом и ријалити-емисија Дођи на вечеру. У 19.40 часова почела је немачка серија Све за љубав, која је једна од верзија Ружне Бети. Занимљиво је да ова серија, као ни Хиљаду и једна ноћ нису емитоване у формату 16:9 већ у досадашњем 4:3. У 21 часова, почео је филм Последњи самурај који се емитовао у формату 16:9.
Antenna Group је крајем 2011. године покренула сопствену издавачку кућу, под именом Prva Records. Извођачи који су први потписали уговор са издавачком кућом су учесници музичког такмичења Први глас Србије, док су спотови песама често пуштани у рекламним паузама на каналу.
Због великог успеха серије Хиљаду и једна ноћ, серијски програм је ставио акценат на приказивање других турских серија које су такође биле веома гледане, као што су Кад лишће пада, Аси, Изгубљена част, Љубав и казна и многе друге. У првим годинама постојања телевизије приказане су и латиноамеричке серије Дивља мачка, Аурора, Неукротиво срце итд.
Није запостављен и домаћи серијски програм. Велику гледаност су имале серије Певај брате, Шешир професора Косте Вујића, а Жене са Дедиња и Синђелићи, у продукцији Емоушна, су имале више сезона, а Ургентни центар, адаптација серије ЕР, се емитује од 2014. године. Серија Андрија и Анђелка је доживела регионални успех, као и серија Мамини синови. Са великим успехом су емитоване и серије Куд пукло да пукло и Чиста љубав, као и друга сезона серије Ларин избор(прва емитована на ТВ Б92). 2017. је одлучено да се серијски програм састоји искључиво од домаћих серија, тако да су премијерно емитоване серије Погрешан човек у копродукцији са РТЛ, Истине и лажи (три сезоне). и друга сезона серије Ургентни центар, све са великом гледаношћу.
Музички шоу Први глас Србије, који се приказивао од 2010. до 2012. године у две сезоне, такође је био веома запажен. Финалисткиње прве сезоне су формирале групу Моје 3 и наступиле на Песми Евровизије, али нису прошле у финале. Водитељи емисије су били Марија Килибарда и Андрија Милошевић. Поред емисије Вече са Иваном Ивановићем, окосницу забавног програма су чинили различити ријалити програми, емисија Сурвајвор као и Радна акција. Емисија Жене је емитована у периоду од 2011. до 2014. када је скинута са програмске шеме јер се није уклапала у тадашњу програмску оријентацију телевизије. Маја Волк и Наташа Ристић су напустиле Прву, Ирина Вукотић је водила емисију Плес са звездама са Алексом Јелићем, па потом напустила телевизију Прва, а Ивана Зарић је водила емисију Тачно 9 и напустила ту ТВ кућу.
Са доласком новог директора Драгана Ненадовића на место директора Прве телевизије, долази до потискивања ријалити програма. Почиње емитовање емисије Твоје лице звучи познато, а Прва ТВ и Гранд продукција потписују уговор којим Звезде Гранда прелазе на ту телевизију. Настају и нове Грандове емисије Никад није касно и Практична жена, које се годинама приказују са високим рејтинзима гледаности. Емитоване су и емисије Гранд шоу и Неки нови клинци, али су у међувремену угашене. Твоје лице звучи познато засад има пет сезона, од које је четири водила Марија Килибарда, и то две сама, а по једну у пару са Бојаном Ивковићем и Петром Стругаром. Четврту сезону је водила Нина Сеничар.
Информативни програм се, поред централних вести које су водили Ана Митић и Зоран Баранац, састојао од јутарње и дневне емисије Тачно 9, Тачно 1, специјалне емисије Жариште, политичког ток-шоуа Став Србије, који је водио Драган Бујошевић, и др. Већина тих емисија је укинута 2015. са доласком Мање Грчић на чело Прве телевизије. Једина емисија информативног програма која је опстала од почетка постојања Прве телевизије је Досије чији је водитељ Машан Лекић. Лекић је од 2016. године водитељ емисије На месту злочина са Машаном, која се емитује од 2016. једном седмично као и емисије Иза решетака. 2013. године је уведена емисија Ноћни журнал која је емитована радним данима око поноћи која представља преглед најважнијих вести, укључујући и вести из света забаве. Водитељи су били Зоран Михајловић, потом Милош Максимовић и на крају Марина Матијевић. 2017. године, са трансформацијом Б92 у О2, новинари информативне редакције Б92 прелазе на Прву. Горан Димитријевић постаје водитељ вести уместо Зорана Баранца који је постао део менаџмента Антена Групе, Невена Маџаревић постаје водитељка викенд издаља вести, а Сузана Трнинић водитеља емисије Одговор на тој телевизији.
У фебруару 2016. започето је емитовање емисије 150 минута, која је спој актуелних тема, тема о здрављу, исхрани,свету познатих. Водитељ те емисије је била Маја Николић, заједно са Анетом Ивановић, па потом Јованом Вукојевић, која је била уредница емисије. 2017. су емисију водили водитељски парови и то: Маја Николић и Дејан Пантелић као и Марија Килибарда и Славко Белеслин. Због лошијег пријема код гледалаца, емисију су водили наизменично Маја Николић и Дејан Пантелић, а повремено и Јована Вукојевић. Емисија Живот прича, ауторке и водитељке Татјане Војтеховски је почела са емитовањем 2015. године, а те године почиње приказивање емисије Вече са Иваном Ивановићем и мушкарцима. Годину дана касније почиње приказивање емисије Вече са Иваном Ивановићем: Вече смеха. Обе емисије Ивана Ивановића престају са емитовањем септембра 2017. године, с тим да елементи емисије Вече смеха улазе у емисију Вече са Иваном Ивановићем.
У јануару 2018. Прва ТВ је објавила да су Јована Јоксимовић и Срђан Предојевић водитељи јутарњег програма. Емитовање емисије Јутро са Јованом и Срђаном је почело у марту исте године, сваког радног дана од 6:55. Пре њиховог доласка, Прва ТВ није имала јутарњи програм, нити било какву јутарњу емисију од гашења емисије Тачно 9. Лета 2018. Наташа Миљковић почиње да води емисију Јутро са Наташом, а од септембра 2018, та емисија је представљала викенд издање јутарњег програма, са почетком од 7:55. Од априла 2018. са приказивањем је започео и квиз 100 људи 100 ћуди, а водитељка квиза је била Анђелка Прпић.

### 2018—данас: Промена власништва
Почетком децембра 2018. године, предузеће Antenna Group је објавило да се повлачи са тржишта Србије и Црне Горе и да је извршила аквизицију телевизијских канала (Прва, О2 ТВ, Прва ЦГ, специјализовани кабловски канали), радија Плеј и својих портала Срђану Миловановићу, власнику предузећа Kopernikus Corporation за 180 милиона евра. Ова аквизиција је критикована од стране опозиције у Србији зато што је брат Срђана Миловановића високи функционер политичке странке Српска напредна странка и по њима је куповина Прве и О2 потврда „медијског мрака”. Посланици Саша Радуловић и Бранка Стаменковић су поднели кривичну пријаву Тужилаштву за организовани криминал против више лица због „основане сумње на злоупотребу положаја одговорних лица”, поводом куповине Прва и продаје Коперникуса Телекому Србија.
Иван Ивановић је крајем истог месеца изјавио да је новогодишње издање емисије Вече са Иваном Ивановићем последње издање те емисије, јер напушта Прву телевизију из „моралних разлога”. Како је рекао за агенцију Бета, не жели да стоји иза свега што се дешавало приликом куповине телевизије Прва, нити жели да себе и свој тим доведе у ситуацију да буду притиснути или условљени. Из менаџмента су изјавили да поштују његову одлуку, захвалили су му се на обострано успешној сарадњи и пожелели срећу у даљем раду. Међутим, то издање емисије није емитовано, иако је било најављено, а уместо њега, емитован је филм Стадо.
Половином маја 2019. године, Kopernikus Corporation и Мања Грчић, дотадашња генерална директорка ове телевизије, споразумно су прекинули сарадњу, а власник Kopernikus Corporation, Срђан Миловановић, постао је и генерални директор Прве телевизије.
Током лета 2019. године, Наташа Миљковић и Маја Николић су напустиле Прву. Уједно је најављен долазак Марије Савић Стаменић као увод у јесењу програмску шему.
Од почетка јесени, Марија Савић Стаменић почиње да води јутарњи програм викендом. Занимљиво је да јутарњи програм током целе недеље носи назив Јутро (без навођења са ким), јер по два пута недељно Јована Јоксимовић и Срђан Предојевић емисију воде самостално, а једном недељно у пару. Тиме је телевизија уштедела уз минималну измену формата емисије.
Од 4. новембра 2019, Вести се емитују из студија који је потпуно редизајниран први пут после 12 година и опремљен најсавременијом технологијом за емитовање у високој резолуцији. Добијају и нову шпицу, са музичком темом коју је компоновао Марко Стојановић, а извео Симфонијски оркестар Београдске филхармоније. Централне вести трају сат времена, од 18 до 19 часова, а води их један водитељ. Велику пажњу је привукао прилог о годишњици бомбардовања Београда у време Другог светског рата, у ком је коришћен систем проширене реалности. У Вестима се често користе холограми и други аудио-визуелни ефекти. Емисије Ноћни журнал, Експлозив и Ексклузив су добиле нову шпицу и лого. Истог дана је са емитовањем почео нови квиз Прва те зове који воде Милош Максимовић, Иван Миловановић и Урош Јовчић.
Прва телевизија је почетком 2020. године почела са приказивањем серија Игра судбине и Тате. Обе серије су римејк аргентинских серија, рађене у продукцији Smart Media Production и најгледаније су у својим терминима емитовања.
Такође су емитоване и серије Слатке муке у продукцији Телекома Србија, друга сезона серије Сенке над Балканом у продукцији Јунајтед медија, хрватска серија Друго име љубави и трећа сезона серије Ургентни центар, која је римејк серије ER, у продукцији Emotion Production.
Владимир Лучић, координатор за мултимедију и интернет у Телекому Србија потврдио је у Вестима Прве ТВ да ће се у предстојећој сезони емитовати нове серије из продукције Телекома Србија и на Првој, попут серије и филма Тома, документарног серијала Мој пријатељ са Андријом Милошевићем, 12 речи и реализовати нове сезоне у копродукцији (друга сезона популарне серије Беса).
У марту 2020. године укида се емисија Ноћни журнал.
Пролеће 2020. године обележили су многобројни трансфери водитеља и новинара са Прве на канал Нова С, као што су Горан Димитријевић, Невена Маџаревић, Радован Сератлић, Филип Видојевић, Теодора Васиљевић и Лана Нановски. У исто време телевизија најављује велики кастинг за нова лица.
Владимир Јелић, један од најпознатијих водитеља емисије Дневник канала РТС 1, 26. маја 2020. године се придружио тиму Прве, уместо Горана Димитријевића.

Емисија 150 минута од 30. маја 2020. до августа 2021. године имала и забавно издање суботом, без прегледа вести, које је водила Марија Килибарда. Емисију поред Дејана Пантелића, радним данима од краја марта воде Милош Урошевић и Бојана Бојовић, која је и уредница емисије уместо Јоване Вукојевић. У септембру Бојана Бојовић је напустила Прву, а Мира Лекић је заменила на месту уреднице и водитељке емисије. Од новембра 2020. до јуна 2021. емисију је водила и Анђела Ђурашковић, која је претходно била репортер са терена у оквиру те емисије, као и водитељ временске прогнозе у оквиру централних вести и јутарњег програма.
Од 6. јула па све до 30. августа 2020. емисију Јутро радним данима воде Бојана Бојовић и Јелена Николић, а викендом Филип Чукановић. Тада се информативној редакцији Прве, као водитељ вести у оквиру јутарњег програма придружује Марко Ивас.
Прва ТВ је саопштила да је менаџмент одлучио да раскине сарадњу са Јованом Јоксимовић и Срђаном Предојевићем због непоштовања радних обавеза, након спекулација да су они раскинули сарадњу са телевизијом. Њих двоје је заменио Филип Чукановић, а од 8. октобра радним данима емисију Јутро води и Маријана Табаковић,која је до тада била једна од уредника емисије 150 минута.
20. септембра 2020. Прва обележава 10 година постојања, уз кампању кастинга за нова ТВ лица "Нова лица за нових 10 година", с обзиром да су многа позната имена напустила ову кућу у периоду од промене власништва у децембру 2018. до тада. Истог дана представљен је нови визуелни идентитет канала, за кога је примењена варијанта већ употребљеног логоа.
Прва ТВ је објавила да се Мирјана Бобић Мојсиловић, позната новинарка, водитељка и књижевница, придружила тиму Прве, што представља њен повратак у водитељске воде после више од десет година одсуства. Она је водитељ емисије Срећна Србија која је путописног карактера, а емисија је почела са емитовањем 15. новембра. Менаџмент ове телевизије је саопштио да су се тиму Прве придружили Бојана Ристивојевић, као водитељ јутарњег програма, и Огњен Несторовић, као аутор и водитељ нове шоубиз емисије Шок ток. Поред Несторовића, емисију Шок ток води и Ксенија Бујишић, која је била водитељка временске прогнозе у оквиру јутарњег програма. Међутим, Огњен Несторовић после шест месеци на месту водитеља емисије Шок ток, напушта Прву телевизију, а Ксенија Бујишић сама води емисију. Од 15. септембра 2021. емисија Шок ток се емитује једном седмично, прво средом, а касније понедељком у 22 сата, уместо од уторка до четвртка у 23 сата. Незнатно је промењен лого емисије и не емитује се више уживо из студија. У децембру 2021. године Бујишићева одлази на трудничко боловање, а емитовање емисије је престало, након нешто више од годину дана.
Крајем 2020. године информативну редакцију је напустила Живана Шапоња Илић, а почетком 2021. године и Роксанда Бабић и Марко Ивас. Уместо њих, вести у оквиру јутарњег програма води Сања Батар, a њој се касније придружује и Стефан Станковић. Емисију Плодови од марта 2021. године води Зоран Максимовић, дописник Прве и Б92 из Новог Пазара. 
У децембру 2020. је започето емитовање турске хумористичне серије Сањалица, што представља повратак турских серија на Прву телевизију након пуне три године. По завршетку емитовања те серије, започето је емитовање серије Покуцај на моја врата. Oд новембра 2021. до фебруара 2022. године је емитована турска серија Пун месец, а потом је приказана још једна турска серија. Љубав на помолу.
Почетком 2021. године Прва ТВ је емитовала прву сезону криминалистичке серије 12 речи, у продукцији Телекома Србија. Крајем 2020. почело је снимање хумористичке серије Три мушкарца и тетка у сарадњи са Innovative production, а емитовање је почело 21. фебруара 2021. године. У фебруару 2021. је започето приказивање документарног серијала Мој пријатељ и хумористичке серије Дођи јуче, а приказивање серије Тате је завршено након 180 епизода и две сезоне. Од 8. фебруара емисија Јутро радним данима траје сат дуже, од 6:00 до 11:00, а Филип Чукановић и Маријана Табаковић од тада заједно воде емисију радним данима, поред Бојане Ристивојевић. Почетком јуна, Ристивојевићева је отишла на трудничко боловање, а на посао се вратила 31. децембра 2021. године, два месеца после рођења детета.
Након непријатности које је екипа емисије С Тамаром у акцији доживела на Косову и Метохији, сајт Б92 је објавио да ће се епизоде тог серијала снимљене на Косову и Метохији емитовати на Првој телевизији, после пет година на јавном сервису. Емисија мења име у Радна акција са Тамаром, а емитовање почиње 14. септембра 2021, сваког уторка у 22 сата.
Од 1. јула 2021. Анђела Ђурашковић, дотадашња водитељка емисије 150 минута, и Милош Раденковић, водитељ дневника и временске прогнозе на РТС-у, су водитељи емисије Јутро радним данима, поред Маријане Табаковић и Филипа Чукановића. Ђурашковић и Раденковић воде јутарњи програм и суботом, уместо Марије Савић Стаменић. Од 20. децембра 2021. године емисија Јутро радним данима траје сат времена краће, од 6:00 до 10:00. Бојана Ристивојевић, по повратку са трудничког и породиљског боловања, води емисију Јутро петком, а водитељски пар Ђурашковић-Раденковић четвртком и суботом. 6. септембра 2021. године је започето нове серије Коло среће у продукцији Прве ТВ и Smart media, која представља адаптацију бразилске серије.
Од октобра 2021. до априла 2022. године је емитована политичка емисија Прва тема коју је водила Марија Савић Стаменић.. Oд 20. новембра 2021. године до 22. фебруара 2022. године је емитована прва сезона емисије Веслом кроз Србију коју води Виктор Савић, а продуценткиња је Тамара Грујић. У тој емисији водитељ обилази природне лепоте Србије и разговара са људима који су заменили градски живот за природу или су читав живот њој посветили. Истог дана је са емитовањем почела нова двосатна лајфстајл емисија Све у свему, коју води Марија Килибарда, са истом уредничком и новинарском екипом која је била део суботњих 150 минута. Децембра 2021. године је приказана друга сезона серије Беса.
Почетком 2022. године су приказане три домаће серије: Азбука нашег живота по романима списатељице Мирјане Бобић Мојсиловић Моја азбука и Азбука мог живота, Сложна браћа: Нова генерација (Next Đeneration) Др Нелета Карајлића и пете сезоне серије Убице мог оца, што представља повратак те серије на Прву ТВ након приказане друге и треће сезоне. Почетком фебруара 2022. године је започето емитовање треће сезоне серије Игра судбине, са новим редитељима и новом продукцијом (Innovative production).
Априла 2022. године Филип Чукановић напушта Тв Прва након 8 година, а Маријана Табаковић од тада води сама емисију Јутро. У јуну 2022. године Јасна Ђуровић, водитељка емисије Експлозив, напушта Прву телевизију након 12 година, а нова водитељка те емисије је Ана Рајковић, која је била један од новинара у оквиру те емисије. Од почетка јула до почетка септембра 2022. године се емитовала прва сезона серије Мала супруга по роману Мир-Јам у продукцији(Innovative production). За разлику од претходних ТВ адаптација романа ове списатељице, радња серије се одвија у садашњем времену. Ово је трећа серија по роману Мир-Јам која се емитује на ТВ Прва, после серија Самац у браку и Једне летње ноћи.
Дана 12. септембра 2022. године је започето емитовање нове серије Од јутра до сутра у продукцији Smart media, која је адаптација аргентинске серије, а 17. септембра је почела са емитовањем емисија Бициклом кроз Србију, која се тематски наставља на емисију Веслом кроз Србију. Водитељи су Виктор Савић и Александар Радојичић, а продуцент Тамара Грујић. Серија Игра судбине се приказује и викендом, а емисије Експлозив и Ексклузив су добиле нови студио.
Половином октобра Данијела Бузуровић је после 12 година рада напустила ТВ Прва, а на месту водитељке Екслклузива је заменила Александра Гудељ. Уредница те емисије је Исидора Илић. Гранд продукција је потписала уговор са ТВ Пинк о емитовању емисија Звезде гранда, Звезде гранда специјал и Практична жена на тој телевизији. Прва телевизија се огласила саопштењем у ком је истакнуто да није добила понуду о сарадњи Гранд продукције шест месеци пре истека уговора као носилац права прече куповине. Затим је СББ, кабловски оператер у власништву Јунајтед медије,обавестио своје кориснике да неће у својој понуди имати ТВ Прва, Б92 и кабловске канале Прве телевизије Прва Плус, Прва ворлд и Прва кик од 28. октобра 2022. године због 1000% више понуде и да ће их заменити каналима у сопственој продукцији, страним и каналом у власнику Жељка Митровића, власника Тв Пинк. Гранд продукција је потписала уговор са РТВ Пинк о преласку емисије Никад није касно на ту телевизију.. Међутим, после размене оштрих саопштења између медија под контролом Јунајтед групе (Н1, Данас, Нова) и Коперникус групе (Прва, Б92), на дан када је требало да Прва и Б92 буду повучене из понуде, догодио се преокрет. Прва и Б92 су остали у понуди, као и кабловски канали Прве који су и до тада били у понуди СББ. Емисија Никад није касно се и даље емитује на Првој телевизији, али не суботом, као пре почетка емитовања нове сезоне емисије Звезде гранда, него недељом у вечерњем термину.
Од 23. септембра 2022. године Прва телевизија започиње приказивање домаћих серија петком. Емитоване су мини серије Хотел Београд и Златни дечко, а од 18. новембра 2022. до 03. марта 2023. године је  приказана прва сезона серије Попадија. Од 14. новембра до 20. децембра 2022. године  емитована је  серија Бунар у продукцији Предрага Гаге Антонијевића, редитеља серије Убице мог оцв, а један од редитеља и сценариста серије је Игор Ђорђевић, који такође тумачи и главну улогу у тој серији. Од 22. децембра 2022. године до 18. јануара 2023. емитована је серија Шетња са лавом, у продукцији Blue Butterfly Анете Ивановић, некадашње водитељке Тв Прва.
Дејан Пантелић, водитељ емисије 150 минута се у јануару 2023. године повукао из водитељског посла због проблема са гласним жицама, а истог месеца Маријана Табаковић, водитељка емисије Јутро, је напустила Прву ТВ након три године рада на тој телевизији. Јелена Башић, репортерка емисије Ексклузив, постала је и водитељка те емисије радним данима, поред Александре Гудељ. Од почетка емитовања квиза Победник, водитељке Ексклузива су Јелена Башић и Маја Соколовић. Почетком марта 2023. године Марија Килибарда је напустила ТВ Прва након 12 година рада на тој телевизији.
13. марта 2023. године започела је нова програмска шема Прве телевизије. Емисија Јутро  радним данима почиње сат времена касније, у 06:55, а емисија Ексклузив пола сата раније, у 17:00. У термину емисије Ексклузив, радним данима у 17:30, се емитује квиз Победник који се састоји од пет игара, а бољи од два такмичара осваја новчану награду од двадесет хиљада динара и право да учествује у следећој емисији, као и свакој наредној, све док побеђује своје противнике, а водитељка је Александра Гудељ. Емисија 150 минута траје пола сата дуже, до 16:00, а серија Од јутра до сутра је добила нови термин - радним данима од 19:00. Уторком од 21:00, почев од 21. марта, се емитује квиз Најслабија карика, што представља повратак тог квиза у Србију после 17 година, а водитељ је Никола Којо. Радна акција са Тамаром је такође добила нови термин - среда од 21:00.
Крајем марта 2023. године, Кристина Игленџа, дотадашња репортерка емисије Ексклузив, постаје водитељка емисије 150 минута.
Од 15. маја до 19. јуна 2023. године је емитована криминалистичке серије Немирни (ТВ серија), сценаристкиње Данице Николић и редитеља Дарка Николића који је режирао филм и серију Једини излаз, а у продукцији From No connection и Телекома Србија. Од 24. јула 2023. године почиње са емитовањем турска серија Господин погрешни.
Прва је 4. септембра исте године најавила нови визуелни идентитет који ће бити званично уведен 11. септембра; касније ће почети емитовање кулинарског ТВ шоуа Мастершеф Србија, што представља прво емитовање те емисије у Србији, као и повратак кулинарских емисија на Прву телевизију после седам година. У склопу новог визуелног идентитета најављени су и нови визуелни идентитети за своје кабловске канале (Прва плус, Прва макс, Прва ворлд, Прва кик, Прва лајф и Прва фајлс), као и нови идентитети за информативне емисије попут Вести, 150 минута и Јутра. Поред новог идентитета, емисија 150 минута добија и нови студио, а водитељском тиму се придружила и репортерка Бранка Ласковић, а тиму јутарњег програма придружила се Ирина Вукотић, која се тако вратила на Прву телевизију после девет година.
У склопу нове програмске шеме, 15. септембра је започето емитовање прве сезоне стендап шоуа Реци 8, 16. септембра емитовање кулинарске емисије Прокувај са Бокијем кувара Бојана Станимировића, а 17. септембра су започеле са емитовањем две емисије које представљају природне лепоте Србије: Скијом кроз Србију у продукцији Триангл продукције са Виктором Савићем и Александром Радојичићем као водитељима и Изазови авантуру Радована Ковача који је уједно и аутор те емисије. 20. септембра је започето емитовање шоубиз ток шоуа Ексклузив најт (Exkluziv Night) ауторке и водитељке Кристине Игленџе а кулинарски шоу Мастершеф Србија у новој првој сезони који креће од 21. децембра 2023. Од 18. септембра до 10. новембра 2023. године је емитована турска серија Рецепт за љубав, а по њеном завршетку серија Опроштајно писмо. Од 19. фебруара до 3. маја 2024. године је емитована турска серија Мирис јагода, а од понедељка 6. маја 2024. до 7. марта 2025. турска серија Издаја.
У децембру 2023. године је започела са емитовањем научна емисија Галилео након готово десет година паузе, а водитељ је Иван Тешановић, као и емитовање криминалистичке серије Посета и серије Тома у продукцији Телекома Србија. Од 18. децембра 2023. године је почело емитовање нове сезоне дечје емисије Лагалица коју води Бојан Ивковић.  Од 20. јануара до 24. фебруара је емитована друга сезона серије Азбука нашег живота, а од 22. јануара до 25 марта  циклус турског филма у вечерњем термину. По завршетку емитовања серије Посета, од 15. фебруара 2024. до 21. марта 2024. године је емитована друга сезона серије 12 речи.
Од марта 2024. године, емисија Експлозив се емитује у термину емисије Експлозив специјал, викендом у 19:00. Од 17. марта почиње емитовање емисије Пешке кроз Србију у продукцији Триангл продукције током које водитељи Александар Радојичић и Христина Поповић планинарећи обилазе Србију. Половином марта, Јована Војиновић је заменила Сању Батар на месту водитељке вести у оквиру јутарњег програма. Од 21. марта 2024. са емитовањем почиње нова сезона емисије Досијe.
Од 10. јуна 2024. до 29. септрембра 2024. године у термину серије Игра судбине се емитовао летњи специјал серије под називом Игра судбине - Летње интриге који се надовезује на радњу серије, а место радње је Космај. По завршетку тог специјала, емитовао се нови под називом Игра судбине - Тајне прошлости, а од 08. марта 2025. године још један специјал, Игра судбине - Љубав и казна.
Од почетка јула до краја августа 2024. Милица Савић, репортерка емисије Јутро, је била и водитељка исте емисије радним данима поред Милоша Раденковића и Бојане Ристивојевић. Почетком септембра 2024. године Анђела Ђурашковић се вратила са породиљског боловања на место водитељке емисије Јутро, у пару са Милошем Раденковићем, као и пре одсуства. Од 9. септембра 2024. почиње приказивање нове сезоне емисије 48 сати свадба, прве после 12 година, а водитељ је Мики Ђуричић. Истог дана започиње емитовање нове сезоне квиза Најслабија карика, а 10. септембра емитовање нове сезоне емисије Радна акција са Тамаром. Од 14. септембра емитује се емисија Скијом по Балкану у којој певачи Тијана Дапчевић  и Ниггор  обилазе скијалишта земаља региона и Балкана.
Почетком октобра 2024. године Срђан Карановић престаје да буде водитељ емисије Експлозив, а замењује га дугогодишња новинарка Марија Вукићевић, а тада је почело емитовање нове сезоне емисије Реци 8 са измењеном поставом, из новог студија, и у новом термину, четвртком у 22:00.  Крајем октобра 2024. године је почело емитовање нове емисије Изазови авантуру, у којој се приказују природне лепоте не само Србије, него и Европе, у новом термину, суботом у 12:00.
Од 23. децембра 2024. године настављено је емитовање четврте сезоне серије Ургентни центар, од понедељка до суботе у 21:00. Емисија Ексклузив најт се емитује понедељком у 22:30, уместо средом у 23:15, а емисија 48 сати свадба се емитује четвртком и петком у 22:00, а не уторком и средом у 21:00.
Од 24. фебруара 2025. године почело је емитовање квиза Погоди цену тачно, заснован на америчком квизу The Price is Right, a водитељи су Наташа Аксентијевић , која се тако вратила на Прву телевизију после седам година,  и Предраг Дамњановић. У том квизу такмичари погађају цене производа, а уколико погоде тачну или приближну цену, производе за које су лицитирали односе кући. Половином марта 2025. године емисија 48 сати свадба мења термин и емитује се средом и четвртком око 22 сата.
Почетком априла 2025. године са емитовањем је започела трећа сезона емисије Мастершеф Србија у измењеном формату. Судијама из претходне сезоне, Филипу Ћирићу и Ненаду Атанасковићу, ће се у свакој емисији придруживати по један гостујући судија, уместо Бранка Кисића, који није могао да настави да буде судија у овом формату због изражене подршке студентском протесту на Аутокоманди. Половином априла 2025. године емисија Ексклузив најт мења термин и емитује се сваког понедељка у 23:30, а емисија $8 сати свадба наставља са емитовањем на телевизији Б92. 
Стефан Станковић, водитељ вести у оквиру емисије Јутро, на свом Инстаграм профилу је крајем марта 2025. године објавио да је дао отказ на телевизији Прва након четири године рада јер се његови принципи и професионални стандарди не поклапају са окружењем у ком је радио. Нагласио је да не може остати нем на дешавања око њега и да се неће повиновати ничему осим истини и да новинар треба да буде глас оних који се не чују.  Станковић је на свом Инстаграм профилу и раније подржавао студентске протесте.  Њега је на месту водитеља вести заменила Јелена Бојковић, репортерка у информативном програму.
Седма сезона серије Убице мог оца је емитована од 19. маја до 3. јула 2025. године. У јуну 2025. године, по завршетку још једне сезоне квиза Најслабија карика, емисија Радна акција са Тамаром се емитује и уторком од 21:00, поред емитовања средом у истом термину. Такође, емисија Мастершеф Србија се емитује и суботом од 21:00, поред емитовања четвртком и петком у истом термину.
У јуну 2025. године објављен је манифест новог медијског удружења Асоцијација новинара Србије чији су потписници, поред новинара провладиних телевизија Пинк, Информер, Курир и Студио Б, и водитељке јутарњег програма Марија (Савић) Стаменић и Бојана Ристивојевић.
У јулу 2025. године објављено је да се емисије Звезде Гранда, Звезде Гранда специјал и Практична жена поново емитују на Првој телевизији након три године. Истог месеца, отворене су пријаве за нову сезону хуманитарно-музичке емисије Хајде да се волимо, две године након прве сезоне емитоване на РТС.

## Програм

### Информативни програм
- 150 минута (Милош Урошевић, Бранка Ласковић и Мира Лекић)
- 150 секунди
- Вајс
- Вести (Ана Митић, Владимир Јелић и Гордана Јузбашић)
- Домаћин
- Досије (Машан Лекић)
- Евро пулс
- Жариште
- Иза решетака (Машан Лекић)
- Јутро (Бојана Ристивојевић, Ирина Вукотић, Милош Раденковић, Анђела Ђурашковић и Марија Савић Стаменић)
- На месту злочина са Машаном (Машан Лекић)
- Ноћни журнал
- Плодови (Зоран Максимовић)
- Прва тема
- Прва уживо
- Став Србије (Драган Бујошевић)
- Тачно 1
- Тачно 9

### Спортски програм
- Спортски дневник
- ФК Црвена звезда

### Забавни програм
- 48 сати свадба (Мирослав Мики Ђуричић, Верица Михајловић, Душан Каличанин)
- 100 људи 100 ћуди (Анђелка Прпић)
- Ана и Ракоњац, вечерња ТВ достава
- Ауто мото show (Ања Мит и Стефан Бузуровић)
- Бинго (Данијела и Стефан Бузуровић)
- Бициклом кроз Србију (Виктор Савић и Александар Радојичић)
- Ван оквира (Невена Маџаревић)
- Велики брат (Антонија Блаће и Скај Виклер)
- Веслом кроз Србију (Виктор Савић)
- Вече са Иваном Ивановићем
- Вече са Иваном Ивановићем и мушкарцима
- Вече са Иваном Ивановићем - Вече смеха
- Волим природу
- Галилео (Милош Урошевић/Иван Тешановић)
- Гранд фестивал (Сања Кужет, Драгана Катић и Тихомир Тепић)
- Гранд шоу (Саша Поповић, Драгана Катић и Тихомир Тепић)
- Дођи на вечеру
- Домаћине, ожени се! (Тијана Чуровић)
- Драга Савета
- Ексклузив (Маја Соколовић и Лола Радаковић)
- Ексклузив најт (Кристина Игленџа)
- Ексклузив специјал (Маја Соколовић)
- Експлозив (Марија Вукићевић, Тијана Николић и Ана Рајковић)
- Експлозив без цензуре
- Желите ли да постанете милионер? (Иван Зељковић)
- Жене (Маја Волк, Ирина Радовић, Наташа Ристић, Марија Килибарда и Ивана Зарић)
- Живот прича (Татјана Војтеховски)
- Звезде Гранда (Воја Недељковић, Милан Митровић и Ана Севић)
- Звезда Гранда Народ пита (Саша Поповић)
- Звезде Гранда специјал (Весна Милановић и Синиша Медић)
- Изађи на црту (Срђан Карановић, Милан Калинић и Миљан Милићевић)
- Изазови авантуру (Радован Ковач)
- Ја волим Србију (Милорад Мандић Манда/Нина Сеничар)
- Ко ти прави свадбу? (Наташа Аксентијевић)
- Лагалица (Бојан Ивковић)
- Лично незванично (Филип Чукановић)
- Лото (Марина Матијевић и Јелена Тричковић)
- Лото 5  (Милош Раденковић и Јелена Тричковић)
- Мастершеф Србија (Филип Ћирић, Ненад Атанасковић и гостујући судија)
- Моја велика свадба (Ирена Стојановић и Мирослав Ђуричић)
- Моја мама кува боље од твоје (Марко Гверо, Милош Урошевић)
- Моје ново ЈА
- Најслабија карика (Никола Којо)
- Најсмешније рекламе
- Накит ТВ (Ивона Миловановић и Анђела Трифуновић)
- Недељно поподне (Саша Поповић)
- Неки нови клинци (Милан Митровић и Ана Севић)
- Непобедиви банзуке (Иван Тешановић и Миљан Милићевић)
- Нећете веровати (Гвозден Николић)
- Никад није касно (Драгана Катић и Жика Јакшић)
- Одговор (Сузана Трнинић)
- Паклена кухиња
- Пешке кроз Србију (Александар Радојичић и Христина Поповић)
- Пирамида (Љиљана Несторовић)
- Плес са звездама (Алекса Јелић и Ирина Вукотић)
- Победник (Александра Гудељ)
- Погоди цену тачно (Наташа Аксентијевић и Предраг Дамњановић)
- Практична жена (Наташа Павловић)
- Прокувај са Бокијем (Бојан Станимировић)
- Прва те зове (Милош Максимовић, Иван Миловановић и Урош Јовчић)
- Први глас Србије (Марија Килибарда и Андрија Милошевић)
- Радна акција (Тамара Грујић)
- Радна акција са Тамаром (Тамара Грујић)
- Реци 8
- РБ Еко герила
- Савршен минут (Срђан Карановић)
- Сами у тами (Николина Ристовић)
- Све у свему (Марија Килибарда)
- Сити и витки
- Скијом кроз Србију (Виктор Савић и Александар Радојичић)
- Скијом по Балкану (Тијана Дапчевић и Ниггор)
- Скривена камера
- Срећне Вести (Жарко Степанов)
- Срећна Србија (Мирјана Бобић Мојсиловић)
- Српски топ-модел (Ивана Станковић)
- Суперљуди (Момчило Оташевић)
- Супер Србија (Марија Килибарда)
- Сурвајвор Србија (Андрија Милошевић и Маријана Батинић)
- Сурвајвор - Повратак у цивилизацију (Иван Ивановић и Оља Црногорац)
- Тога се нико није сетио (Тамара Грујић и Драган Илић)
- Твоје лице звучи познато (Марија Килибарда, Петар Стругар, Бојан Ивковић и Нина Сеничар)
- Улица смеха
- Фајронт република (Зоран Кесић)
- Фантастик шоу (Наташа Павловић и Саша Јоксимовић)
- Хајде да се волимо
- Шатра
- Шок ток (Ксенија Бујишић)
- X Factor Adria (Антонија Блаће и Александар Радојичић)

### Серијски програм
- 4 руже
- 12 речи
- Азбука нашег живота
- Андрија и Анђелка
- Аси
- Аурора
- Бандини
- Беса
- Бруско
- Будва на пјену од мора
- Бунар
- Вампирски дневници
- Вере и завере
- В.И.П.
- Господин Погрешни
- Гумуш
- Дама без блама
- Дар мар
- Дивља мачка
- Дневник љубави
- Дођи јуче
- Доктор Хаус
- Домаћице са Босфора
- Друг Црни у НОБ-у
- Друго име љубави
- Европа, бре!
- Езел
- Еленин дух
- Жене са Дедиња
- Жигосани у рекету
- Забрањено воће
- Заљубљени нежења
- Звала се Фериха
- Златни дечко
- Злочини из прошлости
- Игра судбине
- Изгубљена част
- Издаја
- Институт
- Истине и лажи
- Једини излаз
- Једне летње ноћи
- Једноставан живот
- Кад лишће пада
- Како време пролази
- Како сам постао Рус
- Калкански кругови
- Калуп
- Карадаји
- Клан
- Кобра
- Коло среће
- Куд пукло да пукло
- Кухиња
- Лас Вегас
- Ларго
- Ларин избор
- Луд, збуњен, нормалан
- Љубав, вера, нада
- Љубав и казна
- Љубав на међи
- Љубав на помолу
- Мала супруга
- Мајка
- Мамини синови
- Мио&Драг
- Милост
- Мирис јагода
- Мој пријатељ
- Мочвара
- Муње: Опет!
- На граници
- Надреална телевизија
- На терапији
- Неко те посматра
- Немирни
- Немој да звоцаш
- Несреће у ваздуху
- Неукротиво срце
- Од јутра до сутра
- Одбачена
- Одбачено сироче
- Опасне игре
- Опроштајно писмо
- Отворена врата
- Парада
- Парампарчад
- Певај, брате!
- Плач виолине
- Повратак Лукаса
- Погрешан човек
- Покуцај на моја врата
- Понор љубави
- Попадија
- Посета
- Породичне тајне
- Пун месец
- Рањено срце
- Рецепт за љубав
- Самац у браку
- Само за смех: Подвале
- Сањалица
- Све испочетка
- Све за љубав
- Секс и град
- Сенке над Балканом
- Синђелићи
- Слатке муке
- Сложна браћа 2
- Страсти Тоскане
- Судбина
- Сулејман Величанствени
- Тајна старог моста
- Тајне винове лозе
- Тате
- Тома
- Трачара
- Три Хил
- Три мушкарца и тетка
- У име истине
- Убице мог оца
- Украдена љубав
- Ургентни центар
- Фолк
- Цена среће
- Црна свадба
- Црни Груја
- Црни Груја и камен мудрости
- Хиљаду и једна ноћ
- Хотел Београд
- Хотел Елеон
- Чари
- Чиста љубав
- Шетња са лавом
- Шешир професора Косте Вујића
- Штиклама до врха

### Цртани филм
- Овчица Шоне
- Мусти
- Хапети

## 

### Информативни програм
- Плаћени термин
- Реците народу
- Синтежа,извештај са берзе
- Фокс 900 секунди
- Фокс данас
- Фокс досије
- Фокс и пријатељи
- Фокс фокус
- Убеди победи

### Спортски програм
- Алфа Банка Белекс ТВ
- Америчко рвање
- Владе Дивац, ствара нови тим, мошеш и ти
- Кошарка
- Преглед NLB лиге
- Светски куп у триатлоу
- Топ спид
- Триатлон
- Формула 1

### Забавни програм
- 300 чуда
- Бели лук и папричица
- Важне ствари
- Вајпаут
- Велика трка индијанаполиса
- Викинг
- Видео кабаре Лалета Гутовића - Орално доба
- Ви.Ен. Јапана
- Гинис
- е-ТВ
- ЕПП
- Звезде певају за њих
- ИТ ТВ
- Катарина шоу
- Квискотека
- Кеш такси
- Космолајф
- Краљеви Аде
- Лајф фајл
- Луди камен
- Маме у штрајку
- Марко Живић шоу
- Мира и Мира
- Моја десна рука
- Музичко јутро
- Нај од нај
- Непобедиви банзуке
- Нинџа ратници
- Оловне приче
- Погоди ко долази на вечеру
- Породично кулинарење
- После кафе
- Примера квиз
- Радњи фестивал
- Салто
- Сања ток шоу
- Свет на длану
- Сербијан опен квиз
- Смешна страна живота
- Соба 401
- Сви мрзе Криса
- Скандал у високим круговима
- Такеши замак
- Тајм аут
- Турирање
- У туђој кожи
- Угао
- Фокс арена
- Фокс нон-стоп
- Форт бојар
- Шпијунка

### Дечији програм
- Да ли сте паметнији од ђака петака?
- Денис напаст[56]
- Звездани тркачи
- Моћни ратници
- Обан - Звездани тркачи
- Пипи дуга чарапа
- Пука
- Супер Марио[57]
- Спајдермен
- Соник Икс
- Ухвати Еда
- Тајни агент Изи

### Серијски програм
- Алф
- Америка
- Бела удовица
- Брачне воде
- Викторија
- Господар звери
- Гром у рају
- До коже
- Досије Вистлер
- Досије Еф. Би. Ај
- Друга страна љубави
- Жена у огледалу
- Злочини из прошлости
- Изгубљени
- Јелена
- Корак напред
- Кућа моде
- Ловац на благо
- Лудо и незаборавно (енгл. Get Out!)
- Љубав и грех
- Мајстор у кући
- МТВ Крибс
- На терапији
- Национална географија
- Не дај се, Нина
- Одважни и лепи
- Опасан лов
- Пламен љубави
- Плажа фалкон
- Поштар
- Први понедељак
- Семе страсти
- Слатка тајна
- Сломљено срце
- Смртоносни улов
- Срце на длану
- Тајне и лажи
- Тајне Палм Спрингса
- Трка око света
- Украдена срећа
- Холивуд Сафари